# El Temür
El Temür (燕铁木儿; Yān Tiěmùér), död 1333, var en hög tjänsteman i Kina under Yuandynastin med starkt inflytande på politiken i landet. El Temür stödde Tugh Temür khan, och såg till att han blev tillsatt som kejsare efter att barnkejsaren Aragibag khan plötsligt försvann, alternativt mördades i oktober 1328. El Temür var vid denna tiden chef för de kejserliga beskyddet. Efter att Tugh Temür khan förlorat makten till sin äldre bror Khoshila khan 1329 mördade El Temür Khoshila khan 30 augusti 1329 varefter Tugh Temür khan återtog tronen.